# Medievalia
Medievalia es una revista académica multidisciplinaria especializada en la Edad Media europea, fundada en 1989 por Concepción Company Company, Aurelio González Pérez y Lillian von der Walde Moheno. Recibe trabajos sobre los antecedentes filosóficos, filológicos, culturales o artísticos de textos o ideas recreados en el Medioevo, o sobre aquellos conceptos que, sin haber gestado testimonios medievales explícitos, fueron fundamentales para entender la complejidad del mundo medieval. Asimismo publica trabajos sobre las repercusiones de la Edad Media en periodos posteriores, sea en Europa, sea en América o en cualquier otra zona geográfica, cuando los trabajos muestran y analizan tal repercusión o vínculo medieval directos. 
El material que se publica puede agruparse en siete grandes rubros: arte, ciencia, filosofía y religión, historia, historiografía y sociedad, lingüística, literatura, y mentalidades. Sin embargo, en sus cinco décadas de existencia el énfasis ha estado en literatura, crítica textual, filología e historia, porque esas son las disciplinas en que se centran los trabajos que con mayor frecuencia recibe Medievalia.